# Епъл потребителска група
Апъл потребителска група (на английски: Apple User Group) е група от хора, която използва Apple Inc. устройства и софтуер (Mac Pro, iMac, Mac Book Pro, iPad, iPhone, iPod, MacOS, iLife и др.). Тези групи са обикновено локализирани на дадено място и всяка седмица или всеки месец се провеждат събирания и се дискутират устройствата и софтуера създаден от Apple Inc.
Апъл потребителска група е независима организация, която избира своите лидери, създава и презентира различни теми по време на събиране на групата, провежда специални срещи, има си собствена уеб страница, която позволява на още по-голям кръг от хора да бъдат информирани и да получат помощ. Апъл потребителските групи имат връзка с Apple Inc. Всяка група бива проверена дали отговаря на това, което е изиска от нея и след това бива записана, като съществуваща в сайта на фирмата. Сайта на Apple притежава Group Locator (търсачка на групи), което позволява на хората да намерят дадена Потребителска Група. АПГ могат да бъдат корпорации, училища, университети, он-лайн базирани, професионални организации или софтуерно насочени фирми. Потребителските Групи съществуват от ранните години от създаването на Аpple Inc. (Apple Computers Inc.), когато компютрите са били просто различни части и Групите са се събирали за да се учат как да съединяват всички тези части в едно. Най-ранните потребителски групи са били Апъл Потребителски Групи, които впоследствие стават Макинтош Потребителски Групи след създаването на първия Макинтош през 1984 г. В днешни дни Потребителските Групи се срещат повече под името Апъл Потребителски Групи, поради насочеността на фирмата да прави не само компютри, но и други устройства.
Съществуват само 19 Макинтош Потребителски Групи:
- Apple Computer Information & Data Exchange of Rochester, Inc.,
- Apple Corps of Dallas,
- Apple Macintosh Users Group (Sydney),
- Apple Pugetsound Program Library Exchange,
- AppleRock Архив на оригинала от 2011-10-06 в Wayback Machine.,
- AppleSiders of Cincinnati,
- Apple Squires of the Ozarks Архив на оригинала от 2012-04-10 в Wayback Machine.,
- Charlotte Apple Computer Club,
- Colorado Macintosh User Group Архив на оригинала от 2011-10-03 в Wayback Machine.,
- The Northwest of Us Macintosh User Group Chicago, Northwest Архив на оригинала от 2011-09-22 в Wayback Machine.,
- Denver Apple Pi,
- Houston Area Apple User Group,
- Louisville Apple Users Group Архив на оригинала от 2008-12-02 в Wayback Machine.,
- Macintosh User Group of the Southern Tier Архив на оригинала от 2008-10-17 в Wayback Machine.,
- Maryland Apple Corps., Inc.,
- North Orange County Computer Club, MacIntosh SIG Архив на оригинала от 2006-08-13 в Wayback Machine.,
- Pennsylvania Macintosh User Group Архив на оригинала от 2011-10-06 в Wayback Machine.,
- The Michigan Apple,
- The Minnesota Apple Computer User Group,
- Washington Apple Pi, Ltd.

Първата Апъл Потребителска Група в България бе създадена през септември месец 2011 и се намира във Варна. Повече информация за нея можете да намерите в сайта посочен по-долу.